# Nicolas Jean-Baptiste Boyard
Pour les articles homonymes, voir Boyard (homonymie).
Nicolas Jean-Baptiste Boyard est un homme politique français né le 5 avril 1780 à Châteaumeillant dans l'ancienne province du Berry et mort le 4 janvier 1860 à Fontainebleau dans le département de Seine-et-Marne.
Sous la monarchie de Juillet, il occupe des postes de député et de conseiller général. Il est favorable à la monarchie[réf. nécessaire].

## Biographie
Nicolas Jean-Baptiste Boyard nait le 5 avril 1780 à Châteaumeillant dans l'ancienne province du Berry du Royaume de France sous le règne du roi Louis XVI.
En 1833, il est élu conseiller général du canton de Courtenay.
Président de la Cour d'appel d'Orléans, conseiller général, il est élu député du Loiret du 22 octobre 1836 au 3 octobre 1837, remplaçant Agathon Jean François Fain, décédé au cours de la troisième législature de la monarchie de Juillet. Il siège dans la majorité soutenant la monarchie.
Il est fait chevalier de l'ordre royal de la Légion d'honneur le 19 juin 1837.
Il achève son mandat de conseiller général, en 1848, année marquant la fin de la monarchie de Juillet et le début de la IIe République.
Il meurt le 4 janvier 1860 à Fontainebleau, à l'âge de 79 ans.

## Sources
- « Nicolas Jean-Baptiste Boyard », dans Adolphe Robert et Gaston Cougny, Dictionnaire des parlementaires français, Edgar Bourloton, 1889-1891 [détail de l’édition]